# Abrakadabra
Az abrakadabra (abracadabra) egy mágikus formula, talán az egyik legősibb, írásban is megjelent varázsige. John Allegro angol Ótestamentum kutató az AB-BA-TAB-BA-RI mezopotámiai kifejezésből eredezteti, amelyet feltehetően az ősi Sumerban a révületen alapuló vallásgyakorlatok során recitáltak. Allegro szerint abban az arameus szóban is felfedezhető, amellyel Istent nevezték, és amely az újtestamentumi „Miatyánk” kezdetű imában szerepel.
Septimius Severus római császár orvosa, Quintus Serenus Sammonicus 208 táján írta azt a verset, amely az abrakadabra alkalmazására a legkorábbi utasítást tartalmazza. A szót egy kis papírdarabra kellett írni, amelyet aztán a beteg nyakába kötöttek. Az illető 9 napig hordta. Akkor a szöveget át kellett vetni a beteg vállán, majd beledobni egy keletre folyó patakba. A varázsszót úgy írták le, hogy minden egymást követő sorban lehagytak a végéről egy betűt, míg végül csak az „a” betű maradt. Ahogyan a szó eltűnt, úgy kellett a beteg bajának vagy a láznak is fokozatosan eltűnnie.:
A B R A C A D A B R A

A B R A C A D A B R

A B R A C A D A B

A B R A C A D A

A B R A C A D

A B R A C A

A B R A C

A B R A

A B R

A B

A
Láz és betegségek ellen mint amulettet is alkalmazták. Jelentése összefügg az abraxas szóval. A következő szavakkal kezdődik egy ősi zsidó lázcsillapítás, amelyet előbb leírtak, majd a beteg nyakába akasztották:
Ab Abr Abra Abrak Abraka

Abrakal Abrakala Abrakal

Abraka Abrak Abra Abr Ab
A gnosztikus vallásrendszerekben előforduló varázsszó, amelyet a jóakaratú szellemek segítségül hívására használtak, védelemként a betegségekkel szemben.
A kifejezést a bűvészek is használják, úgy téve, mintha természetfeletti erőktől kérnének segítséget mutatványukhoz.

## Dalok, versek
Az abrakadabrát, mint a leggyakoribb varázsigét jópár dalban is feldolgozták. Ilyen például Walt Disney Hamupipőkéjében a Jótündér dala; vagy Odett hazai pop-énekesnő 2014-es Csillaghullás lemezén lévő, Abrakadabra című száma.

## Lásd még
- Bűvészet

- Abraxas